# Hemidoras
Hemidoras is een geslacht van straalvinnige vissen uit de familie van de doornmeervallen (Doradidae).

## Soorten
- Hemidoras morrisi Eigenmann, 1925
- Hemidoras stenopeltis (Kner, 1855)